# Dicellarius okefenokensis
Dicellarius okefenokensis är en mångfotingart som först beskrevs av Chamberlin 1918.  Dicellarius okefenokensis ingår i släktet Dicellarius och familjen Xystodesmidae. Inga underarter finns listade i Catalogue of Life.